# Hřib naduřelý
Hřib naduřelý (Boletus tumidus Fr.) neboli suchohřib naduřelý (Xerocomus tumidus (Fr.) Gilbert) je vzácná jedlá hřibovitá houba blízká suchohřibu hnědému.

## Synonyma
- Boletus lividus Rostk. non Bull. nec Fr.[1]
- Boletus tumidus Fr.
- Xerocomus tumidus (Fr.) Gilbert[1]

- hřib naduřelý
- suchohřib naduřelý[1]

## Taxonomie
Názor na hřib naduřelý není mezi mykology jednotný. Někteří jej považují za samostatný druh, jiní za totožný s hřibem hnědým nebo hřibem moravským. Pilát jej označuje jako druh málo známý a nejistý.

## Vzhled

### Makroskopický
Klobouk tmavě hnědý až rezavohnědý, kompaktní, povrch lysý, nepatrně slizký.
Rourky a póry jsou bledě žluté, s odstínem dookrova, zprohýbané.
Třeň je krátký, břichatý a zbarvený podobně jako klobouk, jen světleji.
Dužnina oproti hřibu hnědému nemodrá, v klobouku a horní části třeně má lehce zarůžovělé zbarvení.

### Mikroskopický
Spóry dosahují rozměrů 12 × 5 μm

## Záměna
- hřib hnědý
- hřib hnědočervený

Oproti hřibu hnědému se liší zbarvením rourek a pórů, které jsou bledě žluté do okrova a dále nemodrající dužinou.